# Hospital Clínico Feofaniya
El Hospital Clínico Feofaniya (en ucraniano: Клінічна Лікарня "Феофанія") es un hospital de administración estatal de Ucrania, que fue creado para proporcionar servicios médicos a los funcionarios ucranianos. Se encuentra en las afueras del sur de Kiev junto al pueblo de Novosilky del Raion Kiev-Sviatoshyn. Al lado del hospital también se encuentra el Observatorio Astrológico Principal de la Academia Nacional de Ciencias de Ucrania.
El hospital fue inaugurado el 9 de febrero de 1965 en la granja Nuevo Colmenar (Nova Pasika khutir), que es una antigua propiedad del Monasterio de las cuevas de Kiev junto al bosque Holosiiv que se encuentra hacia el sur de Kiev.